# Traité de Bautzen
Le traité de Bautzen (Pokój w Budziszynie en polonais) est un traité de paix signé à Bautzen le 30 janvier 1018 à Bautzen entre l'empereur Henri II, souverain du Saint-Empire romain, et le prince Boleslas Ier de Pologne à l'issue de la guerre germano-polonaise.
Le traité met un terme à cette longue guerre. Ayant vaincu en 1017 une coalition de l’Empire avec les Bohémiens et la Rus' de Kiev, Boleslas Ier obtient la reconnaissance de sa frontière occidentale. La Pologne garde la marche de Lusace, la Moravie, et la Misnie avec le pays des Milceni. Henri II conserve la Bohême, reconnaît l’indépendance de la Pologne et accepte d’envoyer des troupes contre son allié de la veille, le grand-prince Iaroslav de Kiev,,.
Le traité est signé en présence du margrave Hermann Ier de Misnie, gendre de Boleslas. La paix est renforcée par le mariage de Boleslas avec Oda, sœur d'Hermann Ier.